# Brachymeles vindumi
Brachymeles vindumi — вид сцинкоподібних ящірок родини сцинкових (Scincidae). Ендемік Філіппін.

## Поширення і екологія
Brachymeles vindumi мешкають на острові Холо в архіпелазі Сулу, можливо, також на сусідніх островах. Вони живуть у вторинних вологих тропічних лісах та у порушених заростях.